# Cyttarops alecto
Cyttarops alecto (Thomas, 1913) è un pipistrello della famiglia degli emballonuridi, unica specie del genere Cyttarops (Thomas, 1913), diffuso nell'America centrale e meridionale.

## Descrizione

### Dimensioni
Pipistrello di piccole dimensioni, con la lunghezza della testa e del corpo tra 47 e 55 mm, la lunghezza dell'avambraccio tra 45 e 47 mm, la lunghezza della coda tra 20 e 25 mm, la lunghezza del piede tra 7 e 8 mm, la lunghezza delle orecchie tra 11 e 13 mm e un peso fino a 7 g.

### Caratteristiche craniche e dentarie
Il cranio presenta una caratteristica depressione sulla fronte, processi post-orbitali sviluppati e un rostro di aspetto normale e diritto. Le narici si aprono su due piccoli tubi divergenti. Gli incisivi hanno una cuspide posteriore supplementare. La tibia è attraversata longitudinalmente da un solco.
Sono caratterizzati dalla seguente formula dentaria:

### Aspetto
La pelliccia è lunga, setosa ed arruffata. Il colore del corpo è grigiastro con dei riflessi bruni, più chiaro sul dorso e sulle spalle. Il mento è ricoperto di lunghi peli, simile ad una barba, visibile particolarmente quando è a riposo. Le orecchie sono di dimensioni normali, larghe, con i margini fortemente convessi e la punta arrotondata. Il trago ha un grosso lobo triangolare lungo la metà basale del margine esterno, mentre quello interno è praticamente diritto. Le ali sono nere, prive di peli e attaccate posteriormente alla parte esterna del metatarso. Il calcar è lungo e privo di lobi supplementari. I piedi sono piccoli e il pollice è esile. È privo di sacche ghiandolari alari. La coda, come negli altri membri della famiglia, fuoriesce per circa metà della sua lunghezza dall'uropatagio, la cui porzione terminale è cosparsa di diversi peli.

### Ecolocazione
Emette ultrasuoni sotto forma di impulsi a frequenza modulata con picchi fino a 100 kHz.

## Biologia

### Comportamento
Forma gruppi di 1-10 individui di entrambi i sessi e di varie età, generalmente sotto le fronde di Palme da cocco in prossimità di edifici. Le attività predatorie iniziano circa 45 minuti dopo il tramonto e ad una distanza di circa mezz'ora dai rifugi. Vola nel buio totale a circa 3-4 metri dal suolo alla ricerca di prede.

### Alimentazione
Si nutre di insetti volanti.

### Riproduzione
Femmine con i loro piccoli sono stati osservati in Costa Rica durante il mese di agosto.

## Distribuzione e habitat
Questa specie è diffusa nell'America centrale nel Nicaragua sud-orientale, nella Costa Rica nord-orientale e nord-occidentale, Panama centrale e meridionale e nell'America meridionale, dalla Colombia e Venezuela settentrionali al Brasile nord-orientale attraverso la Guyana, il Suriname e la Guyana francese. Una popolazione isolata è presente nel bacino amazzonico del Perù nord-orientale e dello stato brasiliano di Rondônia.
Vive in zone umide fino a 500 metri di altitudine.

## Conservazione
La IUCN Red List, considerato il vasto areale, nonostante sia stato catturato poche volte, classifica C.alecto come specie a rischio minimo (Least Concern)).